# Lepidopsetta bilineata
Lepidopsetta bilineata — вид камбалоподібних риб родини камбалових (Pleuronectidae).

## Поширення
Це донна риба, що живе на піщаному і гравійному дні на глибині до 575 м. Вид поширений у помірних водах північної частини Тихого океану, від Каліфорнії до Аляски, Алеутських островів і у південно-східній частині Берингового моря.

## Опис
Він виростає до 60 см в довжину і може важити до 1,8 кг. Має максимальну тривалість життя 22 років. Це правостороння камбала. Верхня поверхня тіла сірого до оливкового забарвлення до темно-коричневого або чорного кольору, із світлішиси або темнішими плямами, іноді з жовтими або червоними плямами; нижня частина світліша. Спинний і анальний плавці мають темні плями або смуги, і хвостовий може бути жовтуватого кольору. Хвостовий плавець округлий або має широку v-подібну форму. Риба має невеликий рот з м'ясистим губами, і зуби сильніше розвинені на нижній щелепі.